# Acer stonebergae
Acer stonebergae — вимерлий вид клена, описаний з двох викопних самар. Вид відомий виключно з ранньоеоценових відкладень, відкритих на північному сході штату Вашингтон, Сполучені Штати, і прилеглої території на півдні центральної Британської Колумбії, Канада. Це один із трьох видів, що належать до вимерлої секції Torada.

## Опис
Самари Acer stonebergae мають чіткі роздвоєні гребені на горішку, які є унікально для секції Torada. Загальна форма самари яйцеподібна із середньою довжиною до 5.2 сантиметрів і шириною крил 1.4 сантиметра. Парні самари A. stonebergae мають кут прикріплення 20–30°, що менше, ніж кут прикріплення 45° у A. toradense і A. washingtonense. Хоча і схожі за морфологією на A. washingtonense і A. toradense, самари A. stonebergae відрізняються від обох значно більшим загальним розміром.